# Shake You Down
Shake You Down ist ein Lied von Gregory Abbott aus dem Jahr 1986, das von ihm geschrieben und produziert wurde. Es erschien auf dem gleichnamigen Album.

## Hintergrund und Geschichte
Abbott hatte die Idee, ein Lied darüber zu schreiben, wie ein Mann sich fühlt, wenn er eine attraktive Frau sieht. Das Ergebnis war ein Text mit der Hookline „Shake You Down“. Zunächst entstand ein Demo-Tape mit Drumcomputer, Leadgesang und einigen eingespielten Akkorden. In einem Tonstudio nahm Abbott das Lied mit dem Bassisten T. M. Stevens, dem Keyboarder Alan Panaker, dem Gitarristen Marlon Graves und dem Schlagzeuger Dave Beal neu auf.
Der Onkel Abbotts, Mike Abbott, bewarb das Lied bei Mitarbeitern der Charles Koppelman Entertainment Company, worauf es zu einem Vertrag mit Columbia Records kam. Shake You Down wurde weltweit am 29. September 1986 veröffentlicht; es wurde ein Nummer-eins-Hit in den Vereinigten Staaten. Die Recording Industry Association of America zeichnete den Hit für eine Million Radioeinsätze mit Platin aus.
Ursprünglich sollte die Nachfolgesingle I Got the Feeling (It’s Over) zuerst veröffentlicht werden, doch um das Album erfolgreicher promoten zu können, veröffentlichte man Shake You Down. Unter Kritikern gilt der Hit als „Wall Street Soul“. Der Backgroundgesang stammt von Freda Payne. Man verwendete für das Schlagzeug einen Roland TR-808 sowie einen Synthesizer und eine Rhythmusgitarre.

## Coverversionen
- 1998: Cameo
- 2000: Bass Funk
- 2003: Norm
- 2004: Yo Gotti
- 2005: Montgomery Smith